# Кашеварово
Кашеварово — деревня в Ядровской волости Псковского района Псковской области.
Расположена на левом берегу реки Черёха, в 9 км к востоку от деревни Черёха.
Численность населения деревни по состоянию на 2000 год составляла 10 жителей.